# 윌리엄 베네딕트

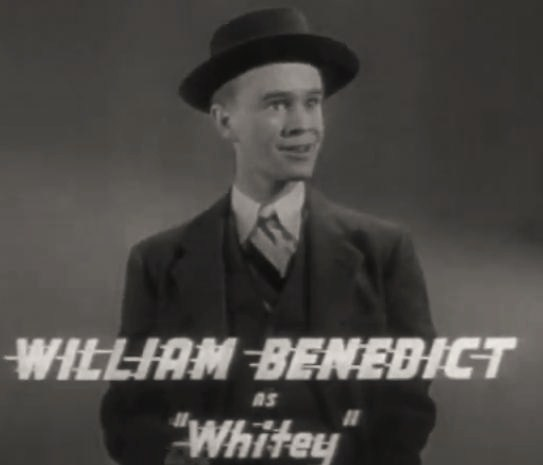

윌리엄 베네딕트(William Benedict, 1917년 4월 16일 ~ 1999년 11월 25일)는 미국의 배우이다.

## 영화
- 잘 가요 내 사랑 (1975년)
- 명탐정 바나비 존즈 (1973년)
- 스팅 (1973년)
- 헬로 돌리 (1969년)
- 올 인 더 패밀리 (1968년) - 지미 맥냅 역
- 화니 걸 (1968년)
- 혼도 (1967년)
- 제5전선 (1966년)
- 위스키 전쟁 (1965년)
- 디어 하트 (1964년)
- 연인이여 돌아오라 (1961년)
- 교수목 (1959년)
- 건 힐의 결투 (1959년)
- 달려라 래시 (1954년)
- 위드아웃 레저베이션스 (1946년) - 웨스턴 유니온 텔리그래프 보이 역
- 노 리브, 노 러브 (1946년)
- 유토피아로 가는 길 (1946년)
- 지 아이 조의 이야기 (1945년)
- 폴로우 더 보이즈 (1944년)
- 탱크 유어 럭키 스타스 (1943년)
- 위험한 이웃 (1943년)
- 더 글래스 키 (1942년)
- 언홀리 파트너스 (1941년)
- 타임 아웃 포 리듬 (1941년)
- 캡틴 마블의 모험 (1941년)
- 영 피플 (1940년)
- 세컨드 코러스 (1940년)
- 리듬 온 더 리버 (1940년)
- 멜로디 랜치 (1940년)
- 위대한 맥긴티 (1940년)
- 럭키 파트너 (1940년)
- 데어 올웨이스 어 우먼 (1938년)
- 아이 양육 (1938년)
- 캡틴 재뉴어리 (1936년)
- 라이벨리드 레이디 (1936년)
- 라모나 (1936년)
- 다우팅 토머스 (1935년)
- 굽이도는 증기선 (1935년)
- 웨이 다운 이스트 (1935년)